# El run run
«El run run» es el primer sencillo de Estopa, editado en 2009 del álbum Estopa X Anniversarivm.
En un principio estaba incluido en el álbum Allenrok de 2008, pero su mayor repercusión fue cuando se lanzó como primer sencillo del disco Estopa X Anniversarivm interpretado por Estopa junto a Rosario Flores, en el 2009.
Fue la canción más descargada y la más tocada en las radios de ese año. Estopa X Anniversarivm entró directo al número 1 de la lista oficial de álbumes más vendidos en España y El run run se mantuvo siete semanas en el número 1 de la lista de las canciones más vendidas con triple disco de platino.

## Posicionamiento en listas
| Listas (2010)       | Mejor posición |
| ------------------- | -------------- |
| España (PROMUSICAE) | 1              |

## Certificaciones
| País   | Organismo certificador | Certificación | Ventas certificadas | Ref   |
| ------ | ---------------------- | ------------- | ------------------- | ----- |
| España | PROMUSICAE             | 3x Platino    | 180 000             | [ 3 ] |